# Letlands præsidenter
Dette er en liste over lettiske præsidenter siden Letlands forfatning Satversme trådte i kraft den 7. november 1922. Listen viser også deres regeringstid, samt hvilket parti de tilhørte. Farverne symboliserer partiet de tilhørte. Nummereringen viser hvilket nummer i rækken de er som præsident, og der gøres ikke forskel på om de sad en eller to perioder.
|                          | Navn                 |  | Tiltrådte         | Afgik          | Parti                             |
| 1                        | Jānis Čakste         |  | 14. november 1922 | 14. marts 1927 | Letlands Demokratiske Centerparti |
| 2                        | Gustavs Zemgals      |  | 8. april 1927     | 9. april 1930  | Letlands Demokratiske Centerparti |
| 3                        | Alberts Kviesis      |  | 9. april 1930     | 11. april 1936 | Letlands Bondeunion               |
| 4                        | Kārlis Ulmanis       |  | 11. april 1936    | 21. juli 1940  | Intet                             |
| Lettiske SSR (1940–1991) |                      |  |                   |                |                                   |
| 5                        | Guntis Ulmanis       |  | 7. juli 1993      | 7. juli 1999   | Letlands Bondeunion               |
| 6                        | Vaira Vīķe-Freiberga |  | 8. juli 1999      | 8. juli 2007   | Intet                             |
| 7                        | Valdis Zatlers       |  | 8. juli 2007      | 8. juli 2011   | Intet                             |
| 8                        | Andris Bērziņš       |  | 8. juli 2011      | 8. juli 2015   | Intet                             |
| 9                        | Raimonds Vējonis     |  | 8. juli 2015      | 8. juli 2019   | LZP                               |
| 10                       | Egils Levits         |  | 8. juli 2019      | 8. juli 2023   | Intet                             |
| 11                       | Edgars Rinkēvičs     |  | 8. juli 2023      | regerende      | Intet (Vienotība)                 |

## Fodnoter
1. ↑  Čakste afgik ved døden. Pauls Kalniņš (Letlands Socialdemokratiske Parti) fungerede som præsident fra den 14. marts til den 8. april 1927.
2. ↑  Tiltrådte efter statskup